# Equador magnètic
Es denomina Equador magnètic a una línia corba que discorre en les proximitats de l'equador geogràfic, unint els punt 0 de declinació magnètica, el punt on més s'allunya l'equador magnètic de l'equador terrestre geodèsic és en el 15 ° S a Amèrica del Sud (potser en relació amb l'anomalia de l'Atlàntic Sud).
L'equador magnètic és el  grau zero  o punt de partida per definir una latitud magnètica.